# Piero Drogo
Piero Drogo (n. 8 august 1926, Vignale Monferrato, Piemont, Italia – d. 28 aprilie 1973, Bologna, Italia) a fost un pilot de Formula 1. De-a lungul carierei a luat startul în 1 cursă, niciuna din pole-position. Nu a câștigat nicio cursă și nu a terminat niciodată pe podium, acumulând 0 puncte în întreaga activitate ca pilot de Formula 1.